# 形成權
形成權（德語：Gestaltungsrecht）是一種私法上的权利，其作用在於使法律关系發生、變更或消滅，而經常與請求權混淆。形成權的行使屬於單獨行為，權利人只要透過健全的意思表示即可使法律關係發生變化，無需相對人協力完成。常見類型包括契约的解除權和終止權等等。

## 概說
形成權是一種主观权利，權利人藉由單方面的意思表示直接使法律关系取得發生、變更或消滅的效果，並且無需與相對人意思合致。民法所規範的形成權包括以下數種：
- 拋棄（德语：Dereliktion）
- 懸賞廣告 （註：學理上有爭議，詳見條目解說）
- 期權
- 承認權
- 同意權
- 解除權（德语：Wandelung）
- 終止權（德语：Kündigung）
- 撤回權
- 撤銷權 （意思表示）
- 抵銷權（德语：Aufrechnung）
- 優先購買權（德语：Vorkaufsrecht）（或稱優先承購權）

有些權利雖然字面上稱作請求權，但其權利內涵實為形成權，而非請求權：
- 減少報酬請求權（德语：Minderung）
- 共有物分割請求權

## 除斥期間
與請求權類似，形成權行使亦有相當的期間限制，稱作「除斥期間」。不過，除斥期間與「消滅時效」最大的差異在於，請求權逾一定期間不行使僅會使相對人取得「抗辯權」，原來的請求權並不會消滅；但形成權若逾除斥期間不行使，权利將會直接消滅。